# Berit Olsson
Berit Olsson (* 1929; † April 2015, geborene Berit Nilsson) war eine schwedische Badmintonspielerin. 

## Karriere
Berit Olsson gewann nach sechs Nachwuchstiteln in Schweden in ihrem letzten Juniorenjahr ihre erste nationale Meisterschaft bei den Erwachsenen. 17 weitere Titel folgten bis 1961. Bei den Swedish Open siegte sie 1959 und 1960.

## Sportliche Erfolge
| Saison    | Veranstaltung                     | Disziplin   | Platz | Name                                                |
| --------- | --------------------------------- | ----------- | ----- | --------------------------------------------------- |
| 1943/1944 | Schweden: Einzelmeisterschaft U19 | Dameneinzel | 1     | Berit Nilsson (MAI)                                 |
| 1943/1944 | Schweden: Einzelmeisterschaft U19 | Mixed       | 1     | Knut Malmgren / Berit Nilsson (MAI)                 |
| 1945/1946 | Schweden: Einzelmeisterschaft U19 | Mixed       | 1     | Inge Blomberg / Berit Nilsson (MAI)                 |
| 1945/1946 | Schweden: Einzelmeisterschaft U19 | Dameneinzel | 1     | Berit Nilsson (MAI)                                 |
| 1946/1947 | Schweden: Einzelmeisterschaft U19 | Dameneinzel | 1     | Berit Nilsson (MAI)                                 |
| 1947/1948 | Schweden: Einzelmeisterschaft U19 | Dameneinzel | 1     | Berit Nilsson (MAI)                                 |
| 1947/1948 | Schweden: Einzelmeisterschaft     | Mixed       | 1     | Knut Malmgren / Berit Nilsson (MAI)                 |
| 1948/1949 | Schweden: Einzelmeisterschaft     | Dameneinzel | 1     | Berit Nilsson (MAI)                                 |
| 1948/1949 | Schweden: Einzelmeisterschaft     | Damendoppel | 1     | Berit Nilsson / Amy Pettersson (MAI)                |
| 1954/1955 | Schweden: Einzelmeisterschaft     | Dameneinzel | 1     | Berit Olsson (MAI)                                  |
| 1954/1955 | Schweden: Einzelmeisterschaft     | Damendoppel | 1     | Berit Olsson / Amy Pettersson (MAI)                 |
| 1955/1956 | Schweden: Einzelmeisterschaft     | Damendoppel | 1     | Inger Nilsson / Berit Olsson (MAI)                  |
| 1955/1956 | Schweden: Einzelmeisterschaft     | Dameneinzel | 1     | Berit Olsson (MFF)                                  |
| 1955/1956 | Schweden: Einzelmeisterschaft     | Mixed       | 1     | Bertil Glans / Berit Olsson (Halmstad BK / MFF)     |
| 1956/1957 | Schweden: Einzelmeisterschaft     | Dameneinzel | 1     | Berit Olsson (MFF)                                  |
| 1956/1957 | Schweden: Einzelmeisterschaft     | Damendoppel | 1     | Inger Nilsson / Berit Olsson (MFF)                  |
| 1957/1958 | Schweden: Einzelmeisterschaft     | Mixed       | 1     | Bertil Glans / Berit Olsson (Halmstad BK / BK Aura) |
| 1957/1958 | Schweden: Einzelmeisterschaft     | Damendoppel | 1     | Ingrid Dahlberg / Berit Olsson (SBK / BK Aura)      |
| 1957/1958 | Schweden: Einzelmeisterschaft     | Dameneinzel | 1     | Berit Olsson (BK Aura)                              |
| 1958/1959 | Schweden: Einzelmeisterschaft     | Dameneinzel | 1     | Berit Olsson (BK Aura)                              |
| 1958/1959 | Schweden: Einzelmeisterschaft     | Mixed       | 1     | Bertil Glans / Berit Olsson (Halmstad BK / BK Aura) |
| 1958/1959 | Schweden: Einzelmeisterschaft     | Damendoppel | 1     | Ingrid Dahlberg / Berit Olsson (SBK / BK Aura)      |
| 1959      | Swedish Open                      | Mixed       | 1     | Bertil Glans / Berit Olsson                         |
| 1959/1960 | Schweden: Einzelmeisterschaft     | Mixed       | 1     | Bertil Glans / Berit Olsson (Halmstad BK / BK Aura) |
| 1960      | Swedish Open                      | Damendoppel | 1     | Ingrid Dahlberg / Berit Olsson                      |
| 1960/1961 | Schweden: Einzelmeisterschaft     | Damendoppel | 1     | Berit Olsson / Ingrid Persson (BK Aura / SBK)       |